# 立花留治
立花 留治（たちばな とめじ、1916年2月27日 - 1995年6月25日）は、日本の政治家。茨城県日立市長（4期）。

## 来歴
茨城県出身。1934年、茨城県立水戸農学校（現・茨城県立水戸農業高等学校）卒。卒業後は茨城県農事試験場に入る。その後、同県農産物検査所を経て、1940年、日立市役所に入る。市役所では秘書、経済、庶務の各課長、産業、総務、水道の各部長などを務めた。1970年に市の水道事業管理者となり、1975年に退職するまで務める。同年、日立市長選挙に立候補して当選、4期連続務める。1991年に引退、同年勲三等瑞宝章を受章する。1995年死去。死去後日立名誉市民に選ばれた。